# Баррик (бочка)
Барри́к (от старофр. barrique — бочка) — дубовая бочка для вызревания вина. Культура выдержки вина в бочках основана на обмене веществами между вином и дубовой древесиной бочек: во время вызревания древесина выделяет в вино ценные ароматы и танины, которые придают вину терпкость.
Как правило, под французским словом «баррик» понимают не любые винные бочки, а традиционные для региона Бордо бочки объёмом 225 литров, к настоящему времени ставшие международным стандартом. Параметры такой бочки: диаметр узкой части — 560 мм, широкой — 775 мм, длина 965 мм, пустой вес — около 45 кг.
За пределами Франции европейскими виноделами часто используются бочки бо́льшего объёма: например, для Италии стандартны бочки из славонского дуба (итал. botti) от 500—600 литров и выше (в Монтепульчано — 2000 литров). Чем меньше бочка — тем больше содержание в полученном вине дубильных веществ (танинов).
Всемирный успех бордоских вин и высокие оценки, присваиваемые им наиболее авторитетными сомелье, в 1970-х и 1980-х годах склонили многих виноделов разных стран перейти на использование бочек французского типа, что приводило к публичным конфликтам между традиционалистами и виноделами-новаторами (например, «войны за Бароло» и «супертосканская революция»).
Для изготовления бочек используется дубовая древесина возрастом не менее 40 лет (в среднем 100-летняя древесина). Наиболее ценятся бочки из французского дуба, особенно происходящие из Лимузена, из департаментов Алье и Ньевр, а также из дуба Вогезов. Использование дубовой доски из других регионов мира — существенно дешевле. Цена одной бочки из французского дуба достигает в США $600 при том, что точно такая же бочка из лучших сортов американского дуба будет стоить около $250.
Дубовые бочки годятся не для всех сортов винограда и марок вин. Они хорошо подходят таким мощным сортам винограда, как каберне совиньон или шардоне, ибо дополняют их ароматику. Однако такое тонкое вино, как рислинг, они подавляют. Уже после первой заливки древесина отдает бо́льшую часть своих веществ, поэтому хорошие виноделы после двух-трех циклов заменяют бочки.
В дубовых бочках выдерживаются некоторые шампанские вина (производители Bollinger, Roederer, Krug). Например, винный дом Луи Рёдерера заливает вина высшего качества в больши́е бочки (фр. foudres) объёмом 4000-5000 литров, которые не меняются по 60 лет. Винный дом Круг (Krug) выделывает шампанское по баррик-технологии в 205-литровых бочках.

## Использование щепы вместо бочек
Некоторые виноделы с целью удешевления производства заливают молодое вино в металлические ёмкости и потом «доводят» его до баррик-консистенции методом дополнительного искусственного «дубления», добавляя в вино дубовую щепу-«чипсы». Пропитавшиеся вином чипсы опускаются на дно ёмкости и там отдают свой аромат. Однако стальные бочки (в отличие от деревянных) не «дышат», и поэтому должный букет (смесь вина и древесной аромы) вырабатывается далеко не всегда. Многие виноделы, гурманы и профессиональные дегустаторы не признают данную технологию виноделия.
До октября 2006 года технология вина с добавкой чипсов была в Евросоюзе запрещена. После заключения межевропейских торговых соглашений по вину в октябре 2006 запрет снят. Запрещенными, однако, остаются искусственные ароматические добавки. Технология с помощью «чипсов» не подлежит обязательному декларированию. Однако производитель подобного вина не имеет права на этикетке бутылки указывать, что вино «произведено в дубовой бочке» либо «вызревало в дубовой бочке» или «содержалось в дубовой бочке».